# Aulacophora hilaris
Aulacophora hilaris es un coleóptero de la familia Chrysomelidae.
Fue descrita científicamente por primera vez en 1835 por Boisduval.